# Ponte (Saviore dell'Adamello)
Ponte (Pùt in dialetto camuno) è una frazione del comune di Saviore dell'Adamello, in media Val Camonica, in provincia di Brescia.

## Monumenti e luoghi d'interesse

### Architetture religiose
Le chiese di Ponte sono:
- Parrocchiale di S. Maria Assunta, struttura barocca seicentesca, all'interno opere lignee di artisti Altoatesini.

## Società

### Tradizioni e folclore
Gli scütüm sono nei dialetti camuni dei soprannomi o nomiglioli, a volte personali, altre indicanti tratti caratteristici di una comunità. Quello che contraddistingue gli abitanti di Ponte è Gàcc
14 agosto, vigilia della festa patronale della Madonna Assunta. La sera in onore alla Madonna, si accendono i lusarì (dialetto camuno: fiammelle), piccoli falò di resina raccolta nella paghéra (abetaia). Un tempo illuminavano il sagrato della chiesa (come a Saviore), oggi li si accende lungo una stradicciola di campagna che si snoda di fronte al paese.